# Philosophie du droit chez Arendt

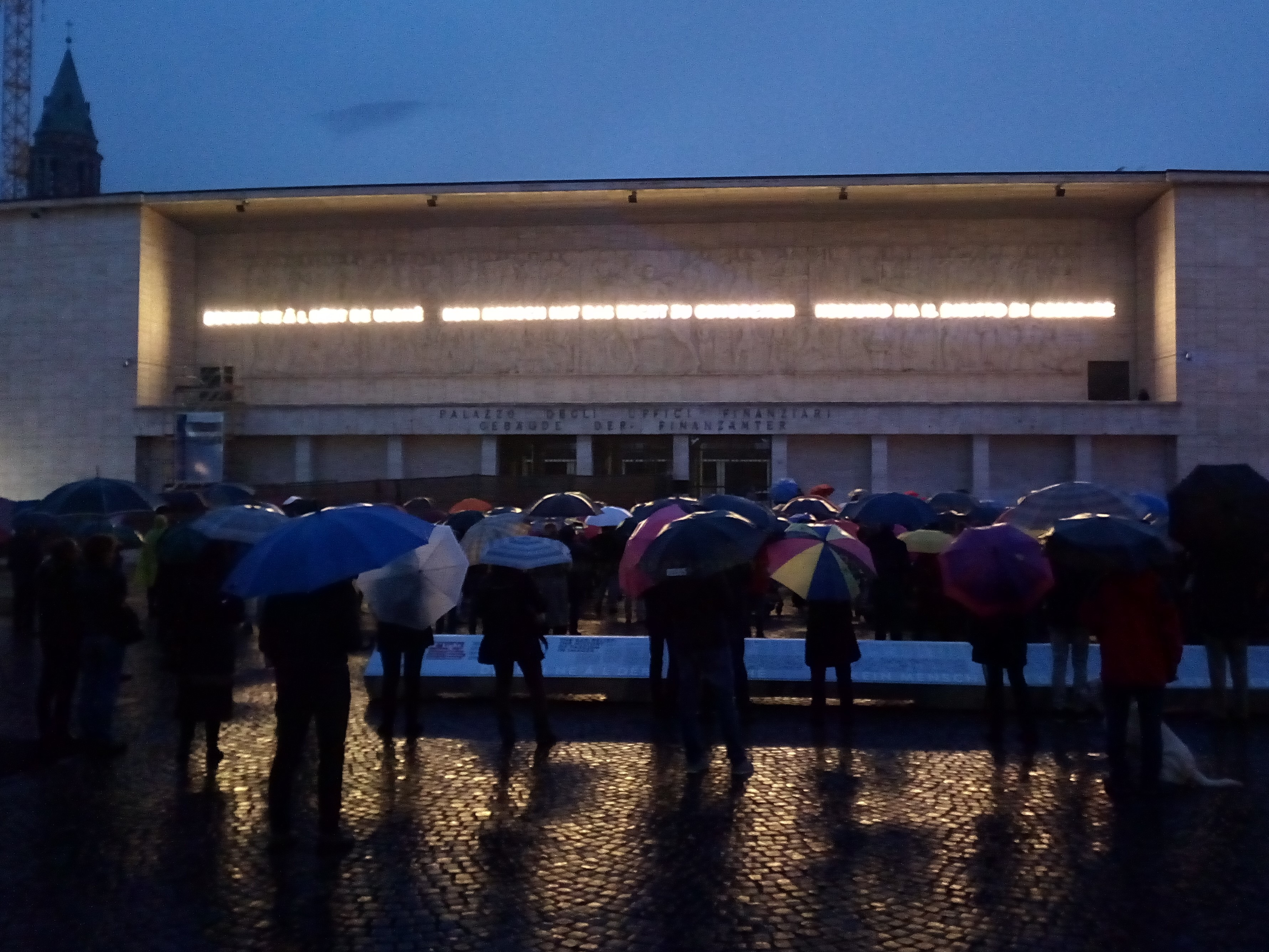
Par dessus le bas-relief fasciste de la Casa del Fascio à Bolzano, une citation (tronquée) d'Hannah Arendt a été installée en lettres lumineuses : Personne n'a le droit d'obéir.

La politologue Hannah Arendt remet en question les idées prévalentes de son temps sur le droit à plusieurs égards. Elle est témoin du régime nazi qui justifie toutes ses actions par un discours juridique, puis des premiers procès pénaux internationaux qui tentent de créer un cadre judiciaire pour des évènements historiques. Hostile à ces discours qui utilisent le droit pour dissimuler les rapports de pouvoir réels, Arendt défend une vision de la loi et de la justice comme intrinsèquement liées à la politique. Pour elle, c'est la tension entre les combats politique et la promesse d'harmonie du droit qui permet de fonder des communautés humaines véritablement libres. Ses idées sur le droit international, particulièrement sa critique des droits humains, sont débattues jusqu'à aujourd'hui.

## Politique
Dans la philosophie d'Arendt, le droit est très proche de la politique. Durant sa vie, Arendt fuit l'Allemagne nazie et se réfugie aux États-Unis d'Amérique. Ainsi, elle considère que son époque est marquée par la disparition des états-nations au profit de ce qu'elle a appelé des régimes totalitaires. Elle s'oppose aux théories du nazi Carl Schmitt tout en critiquant les idées de Jean-Jacques Rousseau et de Max Weber. Selon Christian Volk, on peut dire que la pensée d'Arendt sur la place du droit dans la politique est un « constitutionnalisme post-souverain », c'est-à-dire qu'elle croit en une société où l'on s'attèlerait à se donner une constitution sans pour autant faire recours au discours de la souveraineté qui marquait les révolutions nationales européennes du XIXe siècle.
Arendt s'appuie à plusieurs reprises sur une distinction entre diverses manières de faire du droit. Elle présente ainsi la tora, le nomos et la lex comme des pratiques différentes, et elle préfère cette dernière car elle considère qu'elle a un rapport plus sain à la politique:

« Car la lex romaine, à la différence et même au contraire de ce que les Grecs entendaient par nomos, signifie proprement « un lien durable » et tout de suite après le pacte, aussi bien dans le droit public que dans le droit privé. Une loi est donc quelque chose qui unit les hommes, et elle s’applique non par une action violente ou un diktat mais grâce à un accord et une convention. L’établissement de la loi, ce lien durable qui succède à la violence de la guerre, est donc lui-même lié à la parole et à la réplique, et par conséquent à quelque chose qui, d’après la conception grecque et la conception romaine, se trouvait au centre de toute dimension politique. »

Ainsi, elle rejette la théorie de Carl Schmitt sur le nomos selon laquelle le droit serait enraciné dans la terre. Dans sa copie du livre en question, elle a écrit dans la marge:
« Arme Schmitt: die Nazis sagten Blut u. Boden—er verstand Boden—die Nazis meinten Blut. »
« Pauvre Schmitt: les nazis ont dit sang et sol. Il a compris sol – ce que les nazis voulaient dire, c'était sang. »
Pour Arendt, ce sont les humains qui créent leurs propres liens sociaux. Dans sa vision, le droit ne doit pas être compris comme un champ formel complètement détaché des volontés concrètes des gens: elle considère que la politique et l'hostilité dans la société ne sont pas des dangers pour le droit, mais plutôt les garants de sa légitimité. Elle pense que le droit est une promesse, et que la politique est l'activité qui permet aux gens de réaliser leur humanité. Ainsi, elle estime que le droit ne devrait pas avoir pour objectif premier de restreindre ou de réduire la conduite humaine par la coercition, par exemple à travers la violence de la police. Elle considère plutôt le droit comme un cadre qui élargit le champ des comportements et des actions possibles. Le point de vue d'Arendt sur le droit est que la coercition ou la volonté d'un souverain ne devraient pas être les objectifs centraux. Le droit doit plutôt être compris comme l'exercice de capacités de jugement, avec l'idée que le jugement est une action provisoire car politique, c'est-à-dire que tout jugement juridique est un résultat de délibérations et qu'il reconduit vers davantage de délibérations. Dès lors, Arendt ne présente pas le droit comme un objet fabriqué, mais plutôt comme un forum au sein duquel les enjeux de pouvoir s'affrontent.

## Morale
Pour Arendt, la compassion corrompt et empêche la justice, car elle ferme l'espace des débats et des négociations où la politique et le droit dialoguent et se battent.

## Justice internationale
Les commentaires d'Arendt sur le procès Eichmann ont eu un retentissement important dans les discussions sur la naissance de la justice internationale et sur les perspectives pour les initiatives de justice transitionnelle, ainsi que sur la notion de crime contre l'humanité et de dignité humaine. Toutefois, ses apports sur le sujet ont aussi été caractérisés comme incomplets voire insuffisants.
Arendt a déclaré dans une entrevue à la radio allemande en 1964, concernant l'utilisation de la philosophie de Kant dans la défense d'Eichmann lors de son procès à Jérusalem:

« Toute la morale de Kant revient à dire que chaque homme doit se demander, pour chaque action, si la maxime de son action peut devenir une loi générale. En d'autres termes, il s'agit pour ainsi dire de l'inverse extrême de l'obéissance. Chacun est législateur. Pour Kant, personne n'a le droit d'obéir. »

## Critique des droits humains

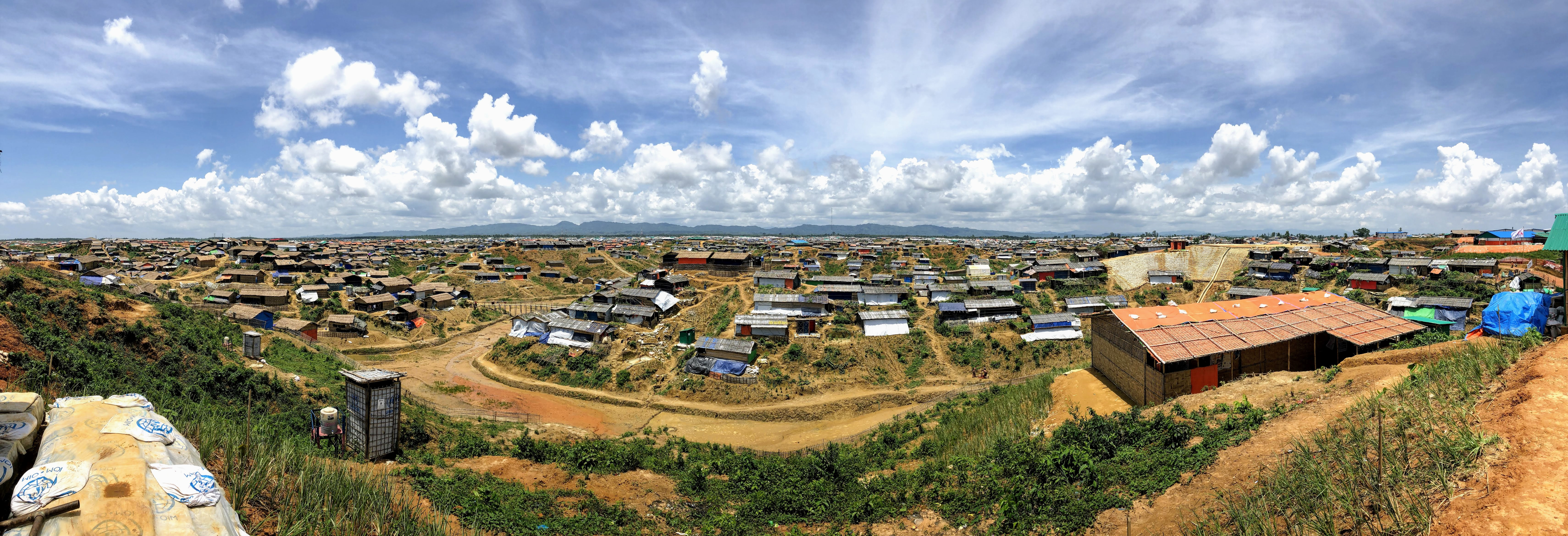
Un camp de réfugiés Rohingya au Bangladesh. Les pouvoirs en place au Myanmar les ont privés de la citoyenneté, ils n'ont aucune juridiction où faire valoir des droits simplement en vertu de leur humanité.

Arendt a vivement critiqué l'idée selon laquelle les droits humains appartiennent à chaque personne simplement en vertu de sa nature humaine. Pour elle, il s'agit d'une absurdité, car ces droits ne deviennent opposables que si une personne se trouve membre d'une communauté politique. L'exemple central de cet argument est le cas des apatrides: privés de citoyenneté, ils n'ont aucun moyen de faire valoir des droits humains. Arendt fait remarquer que les grandes déclarations sur les droits humains ont eu lieu à l'occasion des révolutions américaine et française: ces soulèvements fondaient une souveraineté populaire spécifique mais prétendaient œuvrer pour toute l'humanité, ce qui est selon Arendt une illusion.
Cette appartenance à une communauté politique est fondamentale dans la pensée d'Arendt, qui considère même qu'il s'agit de la condition pour réaliser la véritable humanité des gens. Ainsi, dans ses réflexions sur l'Afrique précoloniale et coloniale, elle a estimé que les gens africains ne disposaient alors pas de véritables communautés politiques, donc que leur humanité n'était pas complète et que c'est la raison pour laquelle la doctrine des droits humains ne les a pas servi. Cette attitude d'Arendt sur l'inapplicabilité des droits humains aux sociétés sans État et aux personnes exclues du forum politique, que plusieurs commentaires ont caractérisée comme discriminatoire envers les personnes racisées noires, a notamment fait scandale autour de son article sur les neuf de Little Rock.
Cette critique des droits humains a été reçue par plusieurs juristes qui ont cherché à discerner dans sa pensée une refondation des droits humains sur de nouvelles prémisses. Ainsi, Arendt a inspiré une doctrine des droits humains qui les considère non pas comme issus du droit naturel lié à la nature humaine mais plutôt comme des droits fondamentaux inhérents à tout ordre juridique.
La position d'Arendt est souvent résumée par la formule selon laquelle chacun a « le droit d'avoir des droits », bien que cette expression ait été utilisée dans le même sens par Hegel avant Arendt.
La philosophie d'Arendt sur le droit est reprise par diverses intellectuelles. Par exemple, ses idées sur le droit d'avoir des droits ont été développées par Seyla Benhabib pour argumenter que les frontières doivent nécessairement rester poreuses dans l'esprit du cosmopolitisme de Kant. Judith Butler a utilisé sa philosophie pour analyser la revendication de droits par les mouvements sociaux comme une forme de performance politique créatrice.

### Doctrine inspirée par Arendt
- (en) Ayça Çubukçu, « Thinking against humanity », London Review of International Law, vol. 5, no 2,‎ 1er juillet 2017, p. 251–267 (ISSN 2050-6325 et 2050-6333, DOI 10.1093/lril/lrx006, lire en ligne)
- (en) Ayten Gündoğdu, Rightlessness in an Age of Rights: Hannah Arendt and the Contemporary Struggles of Migrants, Oxford University Press, 2015 (ISBN 978-0-19-937042-9, lire en ligne)
- (pt-BR) Celso Lafer, A reconstrução dos direitos humanos: Um diálogo com o pensamento de Hannah Arendt, Companhia das Letras, 14 août 2020 (ISBN 978-85-5451-800-4, lire en ligne)